# Rhachidorus
Rhachidorus is een geslacht van rechtvleugeligen uit de familie sabelsprinkhanen (Tettigoniidae). De wetenschappelijke naam van dit geslacht is voor het eerst geldig gepubliceerd in 1874 door Herman.

## Soorten
Het geslacht Rhachidorus omvat de volgende soorten:
- Rhachidorus blackdownensis Rentz, 1985
- Rhachidorus longipennis Rentz, 1985
- Rhachidorus marginatus Herman, 1874
- Rhachidorus semoni Krauss, 1902